# Пилипенко Катерина Василівна
Пили́пенко Катери́на Васи́лівна  (10 вересня 1992, м. Дзержинськ (нині Торецьк) Донецької області) — українська виконавиця (баяністка), лауреатка Всеукраїнських та Міжнародних конкурсів, композиторка, педагог, поетеса, художниця, волонтерка.

## Освіта
2007 року закінчила музичну школу імені І.Карабиця м. Торецьк по класу баяна М. М. Коломієць. У 2011 році закінчила Дзержинське музичне училище (нині Торецький музичний коледж) (по класу баяна А. І. Загуменнікова потім Г. І. Цимбал). У 2018 році закінчила Інститут культури і мистецтв імені Тараса Шевченка Луганський національний університет імені Тараса Шевченка (по класу баяна професора А. Я. Сташевського)(Луганськ — Старобільськ — Полтава).

## Творча діяльність
Листопад 2012 р. — Міжнародний конкурс «Золота троянда — 2012» м. Львів (І премія)
Травень 2013 р. — Міжнародний конкурс баяністів та акордеоністів англ. «Perpetuum mobile» м. Дрогобич (ІІ премія), англ. «KrimAcco — 2013» м. Сімферополь (І премія).
Всього за період з 17 до 22 років Катерина Пилипенко взяла участь в 10 конкурсах різного рівня, на 7 з яких отримала звання лауреата.
Дебютувала як солістка на гала-концерті до Дня українського баяна в м. Луганськ у 2013 році та на ІІ Всеукраїнському фестивалі «День українського баяна» пам'яті «Небесної сотні» м. Київ 2014 р.
Її талант присвячено класичній музиці та новому сучасному для світу європейському напрямку Contemporary accordion classical music.
Мала концерти присвячені до «Дня українського баяна і акордеона» (Торецьк, Слов'янськ), а також брала участь у концертному турне присвяченому 20-річчю педагогічній діяльності професора, доктора мистецтвознавства та заслуженого діяча мистецтв України А. Я. Сташевського (Полтава, Харків, Кропивницький).
У червні 2018 року на Міжнародному конкурсі баяністів та акордеоністів м.Солець-Здруй одержала першу премію та присвятила перемогу батькам та вчителю.
Червень 2019 р. — Міжнародний конкурс акордеона  м. Розето-дельї-Абруцці (І премія у категорії з оркестром Премія Antonio Cericola), (ІІ премія у категорії електронного акордеона).
В 2019 році закінчила Вищу школу музики Voglia d'Arte (Італія) по класу акордеона професора Ренцо Руджієрі [Архівовано 6 листопада 2021 у Wayback Machine.].
Також Катерина дебютувала як композиторка, видавши альбом сучасних композицій для баяна, акордеона призначений для учнів початкової школи. Альбом «Веселкові тварини» [Архівовано 4 листопада 2021 у Wayback Machine.] включає сім різноманітних за формою композицій.
З вересня 2019 року Катерина Пилипенко працює як викладач народного відділу у Музичній школі імені Івана Карабиця м. Торецька.
Серпень 2020 року — керівник музичного гурту «COLORS TRIO».
З 2020 року — офіційна волонтерка, член громадської організації ІМУН м. Торецька.